# Marokkanen
Marokkanen (Arabisch: المغاربة al-Maġāriba) zijn personen met de Marokkaanse nationaliteit. De bevolking is in de twintigste eeuw verachtvoudigd. In 1900 waren er 3,8 miljoen Marokkanen. Marokko had in 2018 een bevolking bestaande uit ruim 36,1 miljoen mensen. In de prognoses van de Population Reference Bureau wordt voorzien dat de bevolking van het land tot 2050 aanzienlijk zal groeien tot een populatie van 38 miljoen mensen. Marokko is na Egypte en Algerije het volkrijkste land in de Arabische wereld.
Behalve de 36 miljoen Marokkanen in Marokko zijn er grote groepen mensen van Marokkaanse komaf in Frankrijk, Spanje, Italië, Nederland, België en Israël. Kleinere gemeenschappen van de Marokkaanse diaspora zijn te vinden in het Verenigd Koninkrijk, Verenigde Staten, Canada en de Perzische Golfstaten.

## Biologische antropologie van Marokkanen
Marokkanen worden vaak verwant geacht aan Arabieren. Dit wordt meer gedaan om politieke en ideologische redenen dan dat het de historische en wetenschappelijke realiteit onderstreept. Uit wetenschappelijk onderzoek is gebleken dat het grootste deel van de Marokkaanse bevolking afstamt van Berbers, net als de naburige volken in de Maghreb. Berbers stammen af van de prehistorische populaties van Marokko, de Ibéromaurusien en Capsien.

## Etniciteit en taal
Ruim zeventig procent van de Marokkaanse bevolking identificeert zich als Arabier. Zij spreken het Marokkaanse dialect van het Arabisch en leven met de Arabische cultuur. De overige dertig procent zijn niet-gearabiseerde Berbers, die cultureel gezien Berbers zijn en vaak naast het Arabisch nog een Berbertaal spreken. In Marokko wonen voorts circa 120.000 buitenlanders, waarvan de helft Frans is, de overige buitenlanders zijn vooral Spaans en Algerijns. Ook kent Marokko een kleine Joodse gemeenschap. Het aantal Joden liep na de Tweede Wereldoorlog sterk terug: voor 1940 telde Marokko circa 250.000 joden, aan het begin van de 21e eeuw woonden er nog 3.000. De niet gearabiseerde Berbers wonen vooral in de gebieden van de Hoge Atlas en de Midden-Atlas, het stroomgebied van de Sous en de Rif.
Er is geen significant genetisch verschil tussen de Marokkaanse Arabieren en de niet-Arabische Marokkanen, zoals de Berbers en de Sahrawi. Het is daarom aannemelijk dat de arabisering vooral een cultureel proces was, zonder dat de bevolking onder invloed van de Arabieren van genetische samenstelling veranderde. Daarnaast zijn de Noordwest-Afrikanen weliswaar genetisch verschillend aan de Iberische volken, maar er is wel een zekere mate van genetische verwantschap.
Het is dus vrijwel onmogelijk om de Arabische en de Berberse bevolking etnisch van elkaar te onderscheiden. Samen maken ze 99,1% uit van de bevolking. Duidelijk onderscheid is er echter wel in de taal. Ruim 18,8 miljoen Marokkanen in Marokko spreken Marokkaans-Arabisch (1995), terwijl volgens verschillende definities 28% tot 35% van de bevolking er een van de Berbertalen (Tarifit, Tashelhiyt of Atlas-Tamazight) spreekt.

## Religie
In Marokko is 98,7% van de Marokkanen moslim, 1,1% is christelijk en 0,2% is joods. De meeste Marokkanen die moslim zijn, praktiseren dit volgens de malikitische madhhab

## Diaspora
Gemeenschappen van Marokkaanse oorsprong vindt men vooral in Noord- en Latijns-Amerika, Europa, Australië, Afrika (in het bijzonder West-Afrika), maar ook andere landen binnen de Arabische wereld.
De totale Marokkaanse gemeenschap buiten Marokko wordt geschat op 4,5 miljoen.
Europa was voor Marokkanen de populairste bestemming in de vorige eeuw. De grootste concentratie van Marokkanen buiten Marokko is te vinden in Frankrijk, met meer dan 1 miljoen personen. Er zijn ook grote Marokkaanse gemeenschappen in Spanje, Nederland, België, Duitsland en Italië. De Marokkaanse gemeenschap is ook sterk vertegenwoordigd in de Verenigde Staten, Verenigde Arabische Emiraten en Canada.
Vanwege de economische mogelijkheden zijn vele Marokkanen de laatste jaren naar West-Azië getrokken, met name naar de Golfstaten, zoals Saudi-Arabië, de Verenigde Arabische Emiraten en Koeweit.
De Marokkaanse diaspora bevindt zich voornamelijk in de hierna genoemde landen. De meeste aantallen zijn geschat, omdat niet alle landen de statistieken bijhouden. Naast de hierna te noemen aantallen emigreerden er ook een groot aantal Marokkaanse Joden naar Israël vanaf 1948, waar nu bijna een half miljoen Marokkaanse Joden wonen (2009).

### Marokkanen in Nederland
In Nederland wonen 368.838 Marokkanen (2013), waarvan iets meer van de tweede generatie (200.721) dan van de eerste generatie (168.117). De eerste generatie Marokkanen is in de jaren zestig en zeventig als gastarbeider en als gevolg van de daaropvolgende gezinshereniging naar Nederland gekomen.

### Marokkanen in België
Omdat België geen etnische statistieken verzamelt is het exact aantal Marokkanen in België niet bekend. Schattingen lopen uiteen van 250.000 tot 450.000. Een demografische studie uitgevoerd door het Federaal Migratiecentrum naar aanleiding van '50 jaar migratie' heeft het over een totale populatie van 429.580 personen van Marokkaanse afkomst op 1 januari 2012, of 3,9% van de Belgische bevolking. Op 1 januari 1991 ging het om 160.487 personen. Tussen 1991 en 2012 is de groep dus met 2,6 vermenigvuldigd.
Vooral na de Snel-Belgwet uit 2000 van de regering-Verhofstadt I hebben Marokkanen in België massaal de Belgische nationaliteit verworven. Daar waar in 1991 slechts 10,7% van deze groep de Belgische nationaliteit had, was dit op 1 januari 2009 77,5%. De meeste Belgen van Marokkaanse afkomst hebben eveneens de Marokkaanse nationaliteit omdat Marokko die automatisch toekent aan kinderen geboren uit Marokkaanse ouders, ook als die tevens de Belgische nationaliteit verkregen hebben. Het is namelijk nogal problematisch en onpraktisch om de Marokkaanse nationaliteit op te geven.
De Marokkaanse populatie is voornamelijk in België zelf geboren. Al in 1971 was 19,5% van de Marokkanen in België op Belgische bodem geboren. In 1991 was dit reeds gestegen naar 50%. Op 1 januari 2000 was 54,8% van de populatie van Marokkaanse herkomst in België geboren. Na 2000 daalde dit percentage licht naar iets meer dan 54% in 2005 wat erop wijst dat ook migratie vanuit Marokko voor een deel van de groei zorgde, naast natuurlijke groei. Na 2005 steeg het percentage Belgische geboorten binnen de Marokkaanse gemeenschap echter weer tot 55,2% op 1 januari 2009.
De in België wonende Marokkanen zijn met name Riffijnen.